# Merambung (Ulu Manna)
Merambung is een bestuurslaag in het regentschap Bengkulu Selatan van de provincie Bengkulu, Indonesië. Merambung telt 508 inwoners (volkstelling 2010).